# Joseph Trésorier
Joseph Trésorier, né le 11 avril 1828 à Savenay (Loire-Inférieure) et mort le 7 mai 1891 à Nantes, est un photographe français.

## Biographie
Né à Savenay le 11 avril 1828, Joseph-Michel-Marie Tresorier (l'accent, absent de son acte de naissance, le sera aussi de sa signature) est le fils de Jeanne-Marie Tresorier, née Coupé, et de Joseph Tresorier, aubergiste.
En 1864, une publicité publiée dans Le Phare de la Loire annonce que Trésorier, qui a voyagé pendant dix ans en Amérique, vient d'ouvrir « un vaste atelier de photographie  dans le genre américain » à Nantes, aux no 6 de la rue du Chapeau-Rouge et 16-bis de la rue Boileau. « S'engageant envers le public à ne livrer que des portraits semblables à ceux qui se font dans les meilleurs établissements des États-Unis », il réalise des vues stéréoscopiques de Nantes, des portraits carte-de-visite et des reproductions en tout genre. Il photographie également des cavaliers sur leurs montures grâce au jardin sur lequel donne son atelier.
En 1869, comme sa maison-atelier du 16-bis de la rue Boileau est vouée à la démolition, Trésorier annonce qu'il va quitter la ville et céder sa clientèle à son confrère Constant Peigné (8 rue Crébillon). Il semble cependant être resté à Nantes au moins jusqu'à la Guerre franco-allemande de 1870, pendant laquelle il établit un stand de tir dans un local de la Garde nationale situé sur l'avenue de Launay.
Trésorier s'installe ensuite à Toulon, au no 15 de la place Puget, où il est attesté au moins depuis 1873, date à laquelle il expose plusieurs photographies. Médaillé aux expositions de Marseille et de Toulon, il réalise surtout des portraits instantanés au gélatino-bromure, des agrandissements, des portraits au charbon, des cartes glacées et bombées ainsi que des cartes promenade dans le « genre parisien ». Il a pour opérateur Bienvenu Barbot, qui prend en 1881 la succession d'Alphonse Thaüst au no 1 de la place Saint-Pierre.
De retour à Nantes dans la première moitié des années 1880, Joseph Trésorier s'intéresse au magnétisme animal et appartient à un cercle spirite local. Il avait déjà fondé un groupe semblable lors de sa présence à Toulon. En voyage en Algérie puis en Espagne en 1887, il fait part de ses observations sur le spiritisme et le magnétisme à Pierre-Gaëtan Leymarie, qui les publie dans la Revue spirite,.
Joseph Trésorier meurt le 7 mai 1891 en sa demeure du no 2 de la rue Kléber. Célibataire, il a légué tout ou partie de sa fortune à la ville de Nantes.

Quelques photographies signées J. Tresorier
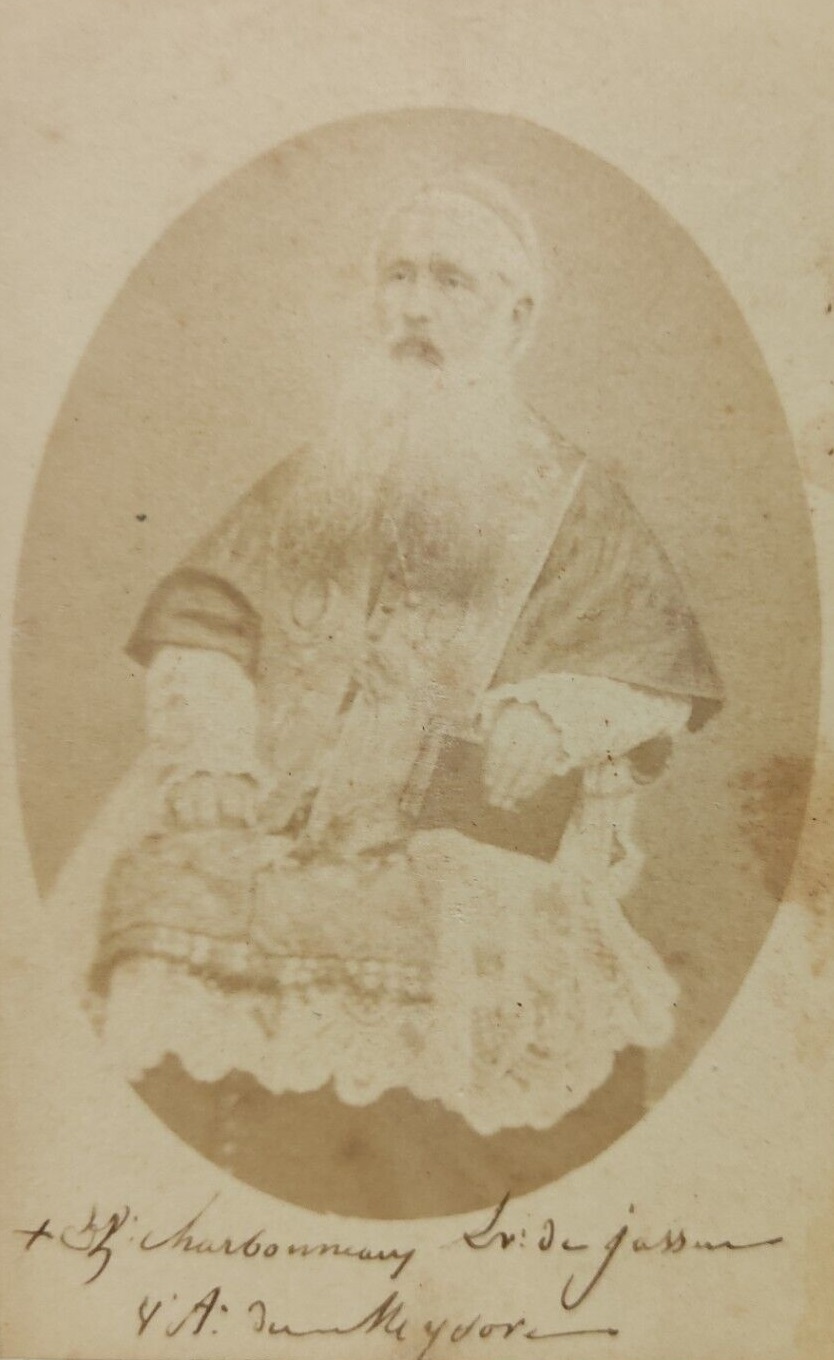
Portrait d'Étienne-Louis Charbonnaux (en) (entre 1864 et 1869)
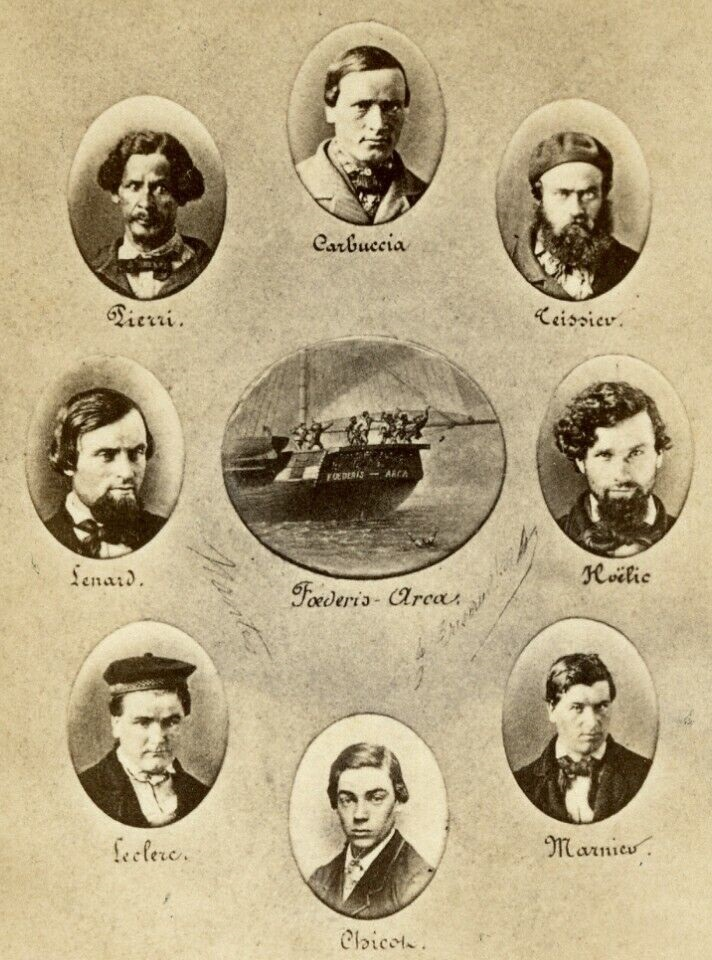
Montage à propos de la mutinerie du Fœderis Arca (vers 1865)
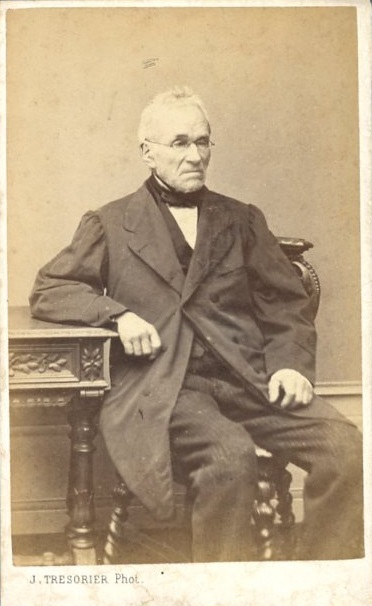
Portrait d'homme (entre 1864 et 1869)
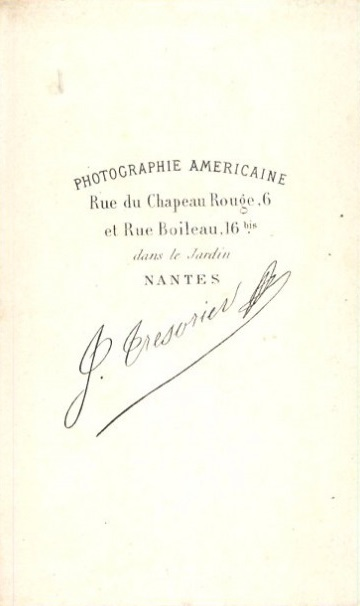
Revers du portrait précédent.
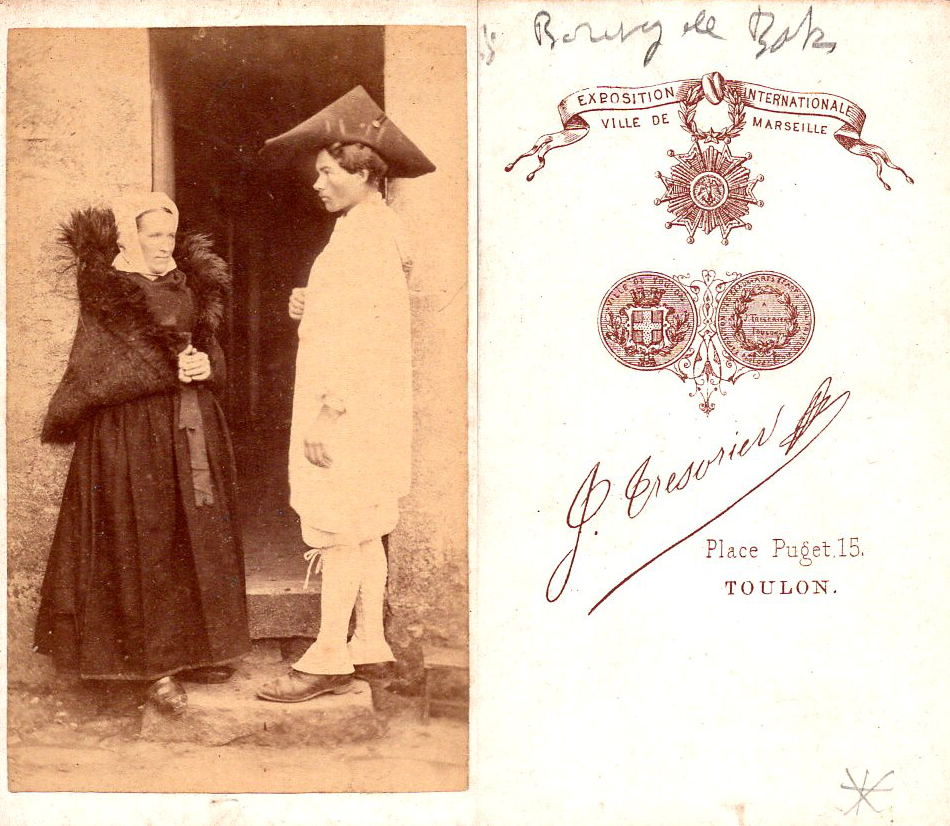
Personnages en costume traditionnel (recto et verso, vers 1875-1880).